# Robert Lathouwers
Robert Lathouwers (Rotterdam, 8 juli 1983) is een Nederlandse voormalige atleet uit Capelle aan den IJssel, die zich in eerste instantie specialiseerde op de 400 m. Hij werd drievoudig Nederlands kampioen op deze afstand. Vanwege aanhoudende blessures stapte hij in 2007 echter over naar de 800 m. Begin 2008 behaalde hij op dit nummer tijdens de Nederlandse indoorkampioenschappen zijn eerste nationale titel. Hij maakte tweemaal deel uit van de Nederlandse afvaardiging naar de Olympische Spelen, maar wist niet door te dringen tot een finale.

## Biografie

### Als zesjarige begonnen
Op zesjarige leeftijd sloot Lathouwers zich al aan bij atletiekvereniging PAC Rotterdam. Hier begon hij met de meerkamp. Na de mavo begon hij zijn studie als sportleraar aan het CIOS. Sinds zijn zeventiende doet hij aan topsport. Hij gaf de meerkamp op en begon zich te specialiseren op de 400 m. Al snel liep hij bij de junioren B 48,55 s, de derde snelste tijd ooit in deze leeftijdsgroep.
Bij de junioren A (leeftijd 18/19 jr.) kwam Robert Lathouwers tot 47,14, waarmee hij zich in 2001 plaatste voor de Europese jeugdkampioenschappen in Grosseto. Hier miste hij met een tijd van 47,58 op 2 duizendste van een seconde de finale. In het jaar erop verbeterde hij ondanks veel blessures zijn tijd naar 47,11, waarmee hij zich plaatste voor de wereldkampioenschappen voor junioren van 2002 in Jamaica. In dit toernooi werd hij gediskwalificeerd, omdat hij in de bocht op de lijn zou hebben gelopen. Bij de wedstrijd om de Europacup voor landenteams in Sevilla nam Lathouwers deel aan de 4 × 400 m estafette, waarin het team derde werd in een tijd van 3.06,23.

### Succes op de 4 × 400
In 2003 kwalificeerde Lathouwers zich bij de wedstrijd om de Gouden Spike in Leiden met 46,78 voor de Europese kampioenschappen onder 23 jaar. Ook bleef hij op de 4 × 400 m met zijn teamgenoten Jordy Hindriks, Peter Wolters en Jelle Heisen met 3.08,95 onder de door de KNAU gestelde limiet van 3.10 minuten. "Dit kan helemaal niet. Ik wilde graag naar de EK. Twee keer voldoen aan de B-limiet (47,10) was daarvoor in de periode tot 6 juli voldoende. Daar werkte ik in principe naartoe. Met een A-limiet had ik - zeker nu - absoluut geen rekening gehouden. Ik was uitgegaan van een tijd van rond de 47,50, onder goede omstandigheden misschien iets sneller. Maar hiermee verbaas ik mezelf." Op dit EK voor neo-senioren in Bydgoszcz veroverde de 4 × 400 m estafetteploeg, bestaande uit Youssef el Rhalfioui, Peter Wolters, Jelle Heisen en Robert Lathouwers een vierde plaats. Met 3.06,61 verbeterden de vier het Nederlands record voor neo-senioren én werd estafette-grootmacht Groot-Brittannië het nakijken gegeven.
Op de EK U23 van 2005 in Erfurt won hij met zijn teamgenoten Daniël Ward, Daniel de Wild en Sjors Kampen een bronzen medaille op de 4 × 400 m in 3.04,99.

### 'Aerobe ezels'
In 2006 had Robert Lathouwers te kampen met een aantal tegenslagen. Hij had last van een blessure, verdronk bijna bij het zwemmen in de zee en had daarna opnieuw last van een blessure. Ook vertrok zijn Australische trainer Michael Khmel naar Engeland als bondscoach van de Britse sprint-elite. In december 2006 werd hij door atletiekvereniging Haag Atletiek gevraagd om bij een competitiewedstrijd in te vallen op de 800 m. Lathouwers twijfelde, omdat hij nooit langere wedstrijden liep dan de 400 m. De 800 m was voor Robert Lathouwers iets afschrikwekkends. Voor hem waren 800 meterlopers 'aerobe ezels', een soort marathonlopers in vergelijking met zijn eigen 400 meter. Ten slotte liep hij echter eenvoudig naar de overwinning 1.51,57.
De overstap naar de 800 m was dus eigenlijk een logische. "Ik blesseerde me heel vaak door het geweld van het sprinten, nu kan ik eigenlijk vrij rustig de eerste 600 meter lopen, en heb ik nog genoeg over voor het eindschot, mijn sterke punt."

### Eerste 800 metertitel
Op 25 januari 2008 bleef Lathouwers in Zuid-Afrika op de 800 m ruimschoots onder de limiet voor het komende wereldindoorkampioenschappen in Valencia. In het Zuid-Afrikaanse Secunda, op 1800 meter hoogte, realiseerde hij 1.46,70, 1,8 seconde onder de gestelde limiet. Na veel blessureleed maakte Lathouwers hiermee een zeer goede comeback. Aangezien de tijd werd gelopen op een buitenbaan, was het echter twijfelachtig of deze prestatie wel als indoor-limietprestatie zou worden erkend.
In de Flanders Sport Arena in het Belgische Gent maakte Robert Lathouwers aan alle onzekerheid een eind. Eerst won hij op 10 februari overtuigend de 800 m tijdens de Vlaamse kampioenschappen. De prestatie buiten mededinging leverde hem geen titel op, maar wel een tijd van 1.48,31, waarmee hij knap onder de limiet van 1.48,50 voor de WK in Valencia bleef. Een week later kwam die titel er wel, toen in dezelfde hal de Nederlandse indoorkampioenschappen werden afgewerkt. Na een indrukwekkende eindsprint won Lathouwers zijn eerste 800 metertitel in 1.48,90.

### Debuut in mondiaal toernooi
Op 7 maart 2008 vond dus het eerste 800 m-optreden van Lathouwers plaats op een groot mondiaal toernooi, de WK indoor in Valencia. Het werd een veelbelovend debuut. De 24-jarige atleet won zijn serie, waarmee hij zich rechtstreeks plaatste voor de halve finale, een dag later. In die halve finale moest hij het onder meer opnemen tegen de Zuid-Afrikaan Mbulaeni Mulaudzi en de Soedanees Abubaker Kaki Khamis. Die twee bleken nog te sterk, maar de rest liet hij achter zich. Met zijn derde plaats eindigde voor Lathouwers weliswaar zijn toernooi, maar met een indoor-PR van 1.48,27 in pas zijn vierde 800 meter indoor ooit kan hij met voldoening terugkijken op dit debuut.
Aan het begin van het outdoorseizoen bewees Robert Lathouwers vervolgens zich al aardig thuis te voelen in het mondiale 800 meterwereldje. Bij de FBK Games in Hengelo op 24 mei won hij op indrukwekkende wijze de 800 m in 1.45,80. Geen van zijn op papier snellere tegenstanders, inclusief wereldkampioen Alfred Yego, had een antwoord op het eindschot van de Nederlander, die opnieuw een dik persoonlijk record scoorde. Minstens zo belangrijk was echter de vaststelling, dat hij met zijn tijd nog 'slechts' 0,55 seconde verwijderd was van de olympische limiet. Lathouwers liet na afloop weten vast van plan te zijn om ook die laatste barrière voor Peking zo snel mogelijk te willen slechten.

### Tegenslag
De weg naar succes ligt echter vol voetangels en klemmen. Robert Lathouwers ondervond dit al een week na Hengelo. De eerste wedstrijd van de 2008 Golden League serie, op 1 juni in Berlijn (zijn debuut in een wedstrijd van een dergelijk kaliber) draaide uit op een grote teleurstelling. Op de 800 m raakte hij na 200 meter in het gedrang en verzwikte daarbij zijn enkel. De atleet uit Capelle aan den IJssel liep weliswaar zijn race nog uit in 1.47,92 (winnaar werd Abraham Chepkirwok in 1.44,53), maar moest vervolgens per brancard worden afgevoerd. De dagen erna bleek dat zijn linker enkelbanden waren ingescheurd. Roberts plan om zo snel mogelijk de limiet voor de Olympische Spelen te halen, viel hiermee in duigen.
Ruim een maand later was Lathouwers, van wie bekend is dat hij snel herstelt van blessures, er op de Nederlandse baankampioenschappen alweer bij. Hij won er 'zijn' 800 meterfinale afgetekend in 1.52,07. "Mijn lichaam is moe na weken harde training. Maar dat was nodig om de achterstand in te halen en het NK hoort er gewoon bij", zo zei hij over zijn beslissing om wél te starten in Amsterdam. De enkel was stevig ingetapet, maar leverde geen problemen op. "Het is zaak om nu wat rust te nemen en weer in vorm te komen", aldus Lathouwers, die via starts in Athene, Heusden, Londen en Monaco de Spelen alsnog zou proberen te halen.
Die opzet lukte, zij het pas in vierde en laatste instantie. Bij de IAAF Grand Prix wedstrijden in Athene op 13 juli kwam hij er al zeer dicht bij. Tussen alle snelle mannen werd hij er zesde in 1.45,30, een verbetering van zijn pr weliswaar, maar nog net 0,05 seconde boven de Peking-limiet. Pas op 29 juni, twee dagen voor de sluiting van de inschrijvingstermijn voor Peking, maakte Lathouwers in Monaco aan alle twijfel een eind. Bij de Grand prix wedstrijden aldaar slaagde hij er, in tegenstelling tot landgenoot Bram Som, ditmaal in om met een dik pr van 1.44,75 ruimschoots te voldoen aan de olympische limiet. Met een zucht van verlichting kon Lathouwers zich gaan opmaken voor zijn eerste optreden op het allerhoogste niveau: de Olympische Spelen.

### Peking: uitgeschakeld ondanks gelijke tijd als seriewinnaar
In Peking trad Lathouwers op 20 augustus 2008 aan voor zijn serie 800 m, waarvan slechts de eerste twee zouden doorgaan naar de halve finale, plus de acht snelste verliezers van alle series (8). Lathouwers eindigde zijn race in dezelfde tijd (1.46,94) als de nummers één en twee, maar werd als derde geklasseerd. Hij had weliswaar op basis van de snelste verliezerstijd nog een kans om door te gaan, maar toen in de laatste serie liefst vier verliezers onder zijn tijd doken, was ook die kans verkeken. Na het bekijken van de fotofinish leek Lathouwers met zijn borstbeen als tweede over de finish te zijn gekomen, dus diende de Atletiekunie een protest in. Dit werd echter afgewezen, en zo werd Lathouwers teleurstellend uitgeschakeld.

### Moeizaam begin 2009
In 2009 zou Robert Lathouwers, die was voorgeselecteerd voor de Europese indoorkampioenschappen, welke in maart 2009 in Turijn zouden plaatsvinden, slechts vormbehoud hoeven te tonen. Hij was vast van plan om zich in Turijn opnieuw van zijn beste zijde te laten zien. Een trainingsstage in het Zuid-Afrikaanse Potchefstroom in januari moest hem op het vereiste niveau brengen. Zover kwam het echter niet. Lathouwers kreeg last van zijn knie en onderging kort na terugkomst, op 5 februari, een kijkoperatie. Tijdens deze operatie werd overtollig bindweefsel verwijderd. Om de knie goed te laten genezen was vier weken rust noodzakelijk en dat hield in, dat de 800 meterkampioen het indoorseizoen wel kon vergeten. Lathouwers richtte zich daarom nu maar op het zomerseizoen.
De eerste de beste buitenwedstrijd bracht echter nieuwe zorgen. Op de NK voor teams in Den Haag op 17 mei droeg Lathouwers bij aan de overwinning van zijn club Rotterdam Atletiek door winst op de 800 m en als slotloper op de 4 × 400 m estafette. Tegelijk maakte hij zich echter zorgen over pijn in zijn rechtervoet, die een stressfractuur deed vermoeden. Terwijl de uitslag van een MRI-scan nog werd afgewacht, verzekerde hij zich een week later bij wedstrijden in Hoorn in elk geval van deelname aan de wereldkampioenschappen in Berlijn, door er een 800 m te winnen in 1.46,45. En toen de MRI-scan vervolgens uitwees dat er in zijn voet geen sprake was van een stressfractuur, maar 'slechts' van een stresshaard, laste Lathouwers na het pinksterweekend, waarin hij op 30 mei tijdens de Nijmegen Global Athletics een 400 m in 47,50 volbracht en twee dagen later op de FBK Games een 800 m in 1.47,74, een rustperiode in om zijn voet de noodzakelijke rust te geven en ergere schade te voorkomen.

### Diskwalificatie EK 2010
Op de Europese kampioenschappen van 2010 in Barcelona werd Lathouwers na zijn serie 800 m, die hij winnend afsloot, gediskwalificeerd, nadat hij door een duwpartij met de Ierse atleet David McCarthy in de laatste bocht voor de finish op het binnenterrein was terechtgekomen, vervolgens een stuk had afgesneden, waarbij hij bijna nog in de verspringbak terechtkwam ook, om vervolgens bij zijn terugkeer in de baan McCarthy met zijn schouder nog eens stevig opzij te porren, alvorens zijn eindsprint in te zetten.
Robert Lathouwers werkte enige tijd in de hardloopwinkel van Wilma van Onna. Tot 2008 verdiende hij zijn centen als VIP-chauffeur en fotomodel, maar richtte zich daarna volledig op zijn atletiekcarrière. Vanaf het voorjaar van 2009 werd hij daarin, behalve door de Atletiekunie, ondersteund door AA-Drink dat in april van dat jaar een persoonlijke sponsoringovereenkomst voor vier jaar afsloot met de middellangeafstandsloper.

### OS 2012
Op de Olympische Spelen van 2012 in Londen plaatste Lathouwers zich met 1.46,06 voor de halve finale. Hierin werd hij uitgeschakeld, doordat hij als vijfde finishte in 1.45,85.

### Einde sportloopbaan
Op 31 december 2014 kondigde Robert Lathouwers het einde van zijn atletiekloopbaan aan. De atleet uit Rotterdam had de laatste jaren te veel problemen met zijn achillespezen. Een laatste operatie hierin, in januari 2014, leverde niet het gewenste resultaat op. "Zelfs een lichte training lukt niet meer. Na één keer trainen kan ik drie dagen niet lopen', aldus Lathouwers.

## Nederlandse kampioenschappen
Outdoor
| Onderdeel | Jaar             |
| --------- | ---------------- |
| 400 m     | 2005             |
| 800 m     | 2008, 2011, 2012 |

Indoor
| Onderdeel | jaar       |
| --------- | ---------- |
| 400 m     | 2003, 2005 |
| 800 m     | 2008       |

## Persoonlijke records
Outdoor
| Onderdeel | Prestatie | Datum        | Plaats      |
| --------- | --------- | ------------ | ----------- |
| 200 m     | 21,48 s   | 24 juni 2001 | Uden        |
| 300 m     | 34,05 s   | 6 mei 2001   | Lisse       |
| 400 m     | 46,52 s   | 11 juni 2005 | Leiden      |
| 600 m     | 1.15,90   | 5 mei 2012   | Pliezhausen |
| 800 m     | 1.44,61   | 27 mei 2012  | Hengelo     |

Indoor
| Onderdeel | Prestatie | Datum            | Plaats   |
| --------- | --------- | ---------------- | -------- |
| 400 m     | 47,56 s   | 15 februari 2003 | Gent     |
| 800 m     | 1.48,27   | 8 maart 2008     | Valencia |

## Palmares

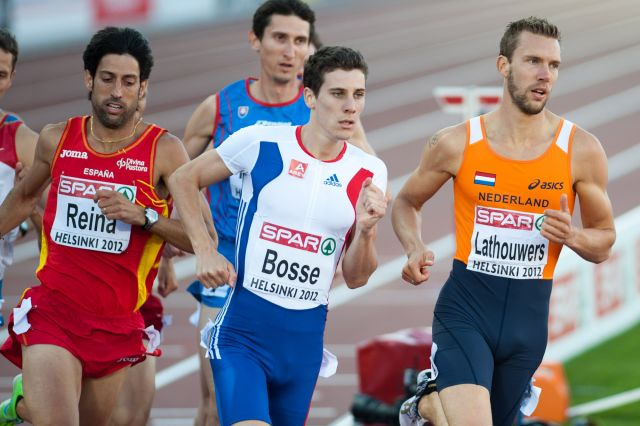
Lathouwers in zijn eerste individuele finale op een internationaal toernooi: de 800 meterfinale tijdens de EK van 2012, Helsinki.

### 400 m
- 2001:  NK - 47,13 s
- 2002: 2e in series WK U20 in Kingston - 46,24 s
- 2003:  NK indoor - 47,56 s
- 2004:  NK indoor - 47,74 s
- 2004:  NK - 47,26 s
- 2005:  NK indoor - 47,94 s
- 2005:  NK - 46,52 s
- 2005: 4e Europacup in Leiria - 46,79 s
- 2010: 4e NK - 47,28 s

### 800 m
- 2008:  NK indoor - 1.48,90
- 2008: 3e in ½ fin. WK indoor - 1.48,27
- 2008:  NK - 1.52,08
- 2008:  FBK Games - 1.45,80
- 2008: 9e in race 2 DKB-ISTAF Golden League in Berlijn - 1.47,92
- 2008: 3e in serie OS - 1.46,94
- 2009: 11e FBK Games - 1.47,74
- 2011:  NK - 1.48,58
- 2012:  Flynth Recordwedstrijden te Hoorn - 1.46,87
- 2012:  Gouden Spike - 1.49,17
- 2012: 5e FBK Games - 1.44,61
- 2012:  NK - 1.52,90
- 2012: 6e EK - 1.49,22 (in serie 1.48,00)
- 2012: 5e in ½ fin. OS - 1.45,85
- 2013:  NK indoor - 1.48,95
- 2013: DQ in serie EK indoor

### 4 × 400 m estafette
- 2010: 7e EK - 3.04,13